# Hans Blöchle
Johannes „Hans“ Blöchle (* 1879 in Karlsruhe; † 13. Dezember 1971 in Pforzheim) war Architekt in Pforzheim.

## Bauten
- 1914, Melanchthonhaus, Bissinger Straße  6, Pforzheim[1]
- 1922, Kontorhaus, Bleichstraße  77, Pforzheim
- 1955, Evangelisch-methodistische Kirche mit Gemeindezentrum, Maximilianstraße 28, Pforzheim[2]